# Société de l'Océanie
Cet article possède un paronyme, voir Société des océanistes.
 (mars 2016).
Sous l'impulsion de Jean-Claude Colin, père fondateur de l'ordre mariste, la Société de l'Océanie était une société de missions chrétiennes créée le 20 juin 1845 par Monseigneur Douarre, évêque d'Amata (religion), le commandant Auguste Marceau et l'important armateur havrais Louis Victor Marziou qui en était le principal financier. Auguste Marceau visite Rome en 1845 pour en faire la promotion. Avec un million de francs, cotée à la bourse de Paris, elle a pour actionnaire, le pape lui-même, quinze cardinaux, vingt archevêques, et le roi d'Italie. Son objectif était de convoyer des missionnaires catholiques vers leurs terres de mission dans le Pacifique et dans l'Océanie, ouvrant à l'occasion des comptoirs pour rendre viable ces missions. Les statuts sont rédigés dès le 2 février 1845.
Avec l'aide des Pères maristes de Lyon et du fervent commandant, son but était de créer une marine religieuse. Dans les faits, à compter d'août 1845, date du départ de Nantes pour la Nouvelle-Calédonie de l'Arche d'alliance capitaine Marceau, cette société arma au Havre plusieurs trois-mâts à destination de l'Océanie et du territoire américain de l'Oregon, "l'Arche d'alliance" bien entendu  et Le Duc de Lorges, qui arriva en Oregon mené par le capitaine Otto Travaillot, qui tombera amoureux de la région et de sa topographie, participant à des expéditions alpinistes dans les Montagnes rocheuses. 
"L'Étoile du matin", commandé par l'établais[Quoi ?] François Menès, fit naufrage sur la barre de la Columbia en juillet 1849. Les rescapés créerent à Oregon City, le "comptoir de l'Océanie", un des quatre premiers magasins du nord-ouest des États-Unis, avec la cargaison du navire vendu et brûlé pour les métaux à Portland. Le capitaine au long-cours malouin Jean-Baptiste Duchesne (1832-1908, né et mort à Saint-Servan) et frère aîné de Louis Duchesne, participa à cette dernière aventure, devenant ainsi un pionnier de l'Oregon avant de regagner San-Francisco l'année suivante. D'autres s'établirent définitivement en Oregon, tels les frères Menès, y laissant une descendance encore de nos jours. En 1853, représentant de la Compagnie l'Union maritime sur le territoire de l'Orégon, à Portland, Francis Menès est décrit comme un honnête homme et un agent pénétré "du sentiment de tous ses devoirs". Après quatre années à Portland, il s'installa à St Louis.
Issue de la volonté de Jean-Claude Colin d'assurer un service régulier de transport catholique, la Société de l'Océanie se veut annonciatrice du "grand mouvement actuel des peuples". "Toutes les nouvelles que nous avons reçues de notre comptoir de l'Orégon dépassent,en effet, nos espérances", écrit-elle un peu avant 1850. "Tous les essais partiels de colonisation qu'y entreprennent les États-Unis ont réussi; aussi tentent-ils des essais nouveaux sur une échelle plus étendue. La Religion catholique y est la préférée, et le mélange du sang canadien au sang indigène semble nous y donner comme une vaste annexe d'une patrie originairement commune". Fin 1847, le bénéfice s'élevait à 34 118 francs.
Jusqu'à sa disparition en 1849, la société aura convoyé 117 missionnaires. Victime d'agents et d'un capitaine indélicats, de la mauvaise gestion de Marceau, la société sombra dans la tourmente financière de 1848, malgré l'injection de capitaux par Marziou. Son activité est reprise par la Compagnie de l'Union maritime, Marziou et Mathey. Par la loi du 17 juin 1857, l'État concéda la ligne postale par paquebots à vapeur à la compagnie Union Maritime. L' Union Maritime fut remplacée en 1860 par la Compagnie générale maritime, dirigée par Émile Pereire, qui signa une convention postale avec l'État, sur 20 ans, pour des lignes transatlantiques Le Havre-New York, avec escale à Brest, et Saint-Nazaire-Isthme de Panama, avec escale à Fort-de-France. La Compagnie générale maritime prit alors le nom de Compagnie générale transatlantique (CGT), et le lundi 14 avril 1862, la ligne de l'isthme de Panama fut inaugurée.

## Sources
- Le journal du Havre, archives municipales du Havre.
- Olivier Le Dour et Grégoire Le Clech, Les bretons dans la ruée vers l'or de Californie, Les portes du large, 2006.
- Jean-François Miniac, Les mystères de la Manche, chapitre sur le récit du voyage de le l'Étoile du matin, de Borée, 2009.